# Dardanus venosus
Dardanus venosus är en kräftdjursart som först beskrevs av H. Milne Edwards 1848.  Dardanus venosus ingår i släktet Dardanus och familjen Diogenidae. Inga underarter finns listade i Catalogue of Life.